# Bihuń
Bihuń (ukr. Бігунь) – wieś na Ukrainie, w obwodzie żytomierskim, w rejonie owruckim, nad Bihunką. W 2001 roku liczyła 1614 mieszkańców.